# David Herregouts
David Herregouts (Mechelen, 1603 - Roermond, c. 1662 - 1663) was een Zuid-Nederlands kunstschilder.
In 1646 schilderde hij zijn  meesterwerk "Sint Jozef gewekt door een engel" dat hangt in de Sint-Katelijnekerk in Mechelen.

## Biografie
Herregouts was de zoon van Sebastiaan Herregouts en Elisabeth de Gorter. Hij trouwde met Cecillia Genits op 13 januari 1628 in Mechelen. Uit dit huwelijk kwamen meerdere schilders voort, te weten Hendrik Herregouts, Jan Baptist Herregouts, Willem Herregoudts en Maximiliaan Herregouts. Zijn dochter, Elisabeth, was getrouwd met de schilder Gillis Smeyers.
Herregouts was lid van het Sint-Lucasgilde in Mechelen en later ook in Roermond. Voorbeelden van zijn werk zijn over het algemeen zeldzaam.
- Digitale Bibliotheek voor de Nederlandse Letteren: herr011
- RKD-Nederlands Instituut voor Kunstgeschiedenis: 495401
- Union List of Artist Names: 500050246
- Virtual International Authority File: 96017128